# Dictum (juridisch)
Het dictum is in het algemeen de uitspraak door een rechter.

## Nederland
In Nederland wordt met het dictum in het bijzonder het advies van de Raad van State over de verdere voortgang over een (wets)voorstel of algemene maatregel van bestuur (AMvB) bedoeld.
- Bij een wetsvoorstel betreft het advies de indiening bij de Tweede Kamer der Staten-Generaal.
- Bij een AMvB gaat het om een koninklijke besluit te nemen door de regering.

Het dictum van de Raad van State kan variëren van zeer positief tot zeer negatief.
Bij wetsvoorstellen kan het dictum van de Raad van State luiden:
1. Het voorstel geeft de Raad van State geen aanleiding tot het maken van inhoudelijke opmerkingen. Hij geeft U in overweging het voorstel van wet te zenden aan de Tweede Kamer der Staten-Generaal.
2. De Raad van State geeft U in overweging het voorstel van wet te zenden aan de Tweede Kamer der Staten-Generaal, nadat aan het vorenstaande aandacht is geschonken.
3. De Raad van State geeft U in overweging het voorstel van wet aan de Tweede Kamer der Staten-Generaal te zenden nadat met zijn advies rekening zal zijn gehouden.
4. De Raad van State geeft U in overweging het voorstel van wet niet te zenden aan de Tweede Kamer der Staten-Generaal dan nadat met het vorenstaande rekening zal zijn gehouden.
5. De Raad van State heeft mitsdien bezwaar tegen het voorstel van wet en geeft U in overweging dit niet aldus aan de Tweede Kamer der Staten-Generaal te zenden.
6. De Raad van State heeft mitsdien bezwaar tegen het voorstel van wet en geeft U in overweging dit niet te zenden aan de Tweede Kamer der Staten-Generaal.

Bij een AMvB luidt het dictum overeenkomstig maar dan uiteraard zonder een passage over de Tweede Kamer der Staten-Generaal maar over besluitvorming door de regering.
De betekenis van de adviezen is:
1. instemmend.
2. geen zwaarwegende bedenkingen, slechts advies tot enige aanpassing van toelichting of regeling zelf.
3. idem, gradueel verschil, iets zwaarder.
4. overwegende bezwaren tegen één of meer onderdelen van de regeling, meestal door aanpassing van de regeling te ondervangen.
5. fundamentele bezwaren, alleen door ingrijpende aanpassing van de regeling te ondervangen.
6. zodanige bezwaren dat deze niet door aanpassingen van de regeling zijn te ondervangen.

Een zeer positief advies wordt een 'advies conform' genoemd en bevat geen inhoudelijke opmerkingen. Als de Raad een negatief dictum uitbrengt, moet het voorstel terug naar de ministerraad. Als het advies negatief is kan de regering besluiten het voorstel in te trekken.
Het dictum is ook de formulering van het besluit in een amendement; de tekst tussen het kopje (de raad) "Besluit" en de ondertekening.

## België
In België is het dictum de eigenlijke uitspraak van de rechter, d.w.z. het beschikkende gedeelte van de rechterlijke uitspraak die rechtsgevolgen teweegbrengt. Het dictum begint meestal met de woorden "Om deze redenen ..." waarna de effectieve uitspraak volgt.